# Darków
Darków (czes. Darkovⓘ, niem. Darkau), właściwie Darków-Zdrój (cz. Lázně Darkov, niem. Bad Darkau) – część miasta Karwiny w kraju morawsko-śląskim, w powiecie Karwina w Czechach. Jest to także gmina katastralna o nazwie Darkov i powierzchni 549,92 ha. W 2001 r. liczył 406 mieszkańców, a w 2010 odnotowano 129 adresów.

## Historia
Po raz pierwszy wzmiankowane w 1447 jako Darkow. Znajdowała się w granicach księstwa cieszyńskiego będącego od 1327 lennem czeskim, a od 1526 w Monarchii Habsburgów. Od 1571 stanowiło część frysztackiego państwa stanowego.
Darków stał się znany dzięki założonemu w 1866 r. zakładowi lecznictwa uzdrowiskowego, w którym wspomagano leczenie chorób układu mięśniowo-szkieletowego, stanów pourazowych itp. Posiada cenione w Europie Środkowej zasoby wód jodowo-bromowych.
Według austriackiego spisu ludności z 1910 roku Darków miał 2305 mieszkańców, z czego 2261 było zameldowanych na stałe. Osób polskojęzycznych było 2181 co stanowiło 96,5%, niemieckojęzycznych 73 (3,2%), czeskojęzycznch 7 (0,3%). 2042 osób (88,6%) katolików, 223 (9,7%) ewangelików, 39 (1,7%) wyznawców judaizmu oraz 1 osoba innej religii lub wyznania.
Po I wojnie światowej wybuchł konflikt polsko-czechosłowacki m.in. o Śląsk Cieszyński. Według porozumienia zawartego 5 listopada 1918 między Radą Narodową Księstwa Cieszyńskiego a Zemským Národním Výborem pro Slezsko Darków miał się znaleźć po polskiej stronie granicy. Nie godząc się z jego postanowieniami strona czechosłowacka dokonała napaści na Śląsk Cieszyński w styczniu 1919 roku. Po zawarciu rozejmu spór graniczny miał zostać rozwiązany poprzez plebiscyt. Strona czechosłowacka obawiała się jego wyniku, gdyż według austriackich spisów ludność polskojęzyczna stanowiła tu miażdżącą większość. Wykorzystując sytuację związania Polski w walce z bolszewikami rząd czechosłowacki przeforsował postulaty, aby plebiscyt nie odbył się. Po podziale Śląska Cieszyńskiego miejscowość stała się częścią Czechosłowacji. Jesienią 1938 r. sporne tereny wraz z Darkowem zostały przyłączone do Polski. Po okresie okupacji niemieckiej, Darków został włączony w granice czechosłowackie.
Na Olzie, nieopodal zakładu uzdrowiskowego, znajduje się zabytkowy most wzniesiony w latach 1924-1925, a w 1991 wpisany do krajowego rejestru zabytków technicznych. W latach dwutysięcznych odrestaurowany.
Podobnie jak wiele okolicznych miejscowości Darków znacząco ucierpiał na skutek szkód górniczych. Z tego powodu wielu jego mieszkańców przeprowadziło się do innych wiosek i miast, przez co populacja wyraźnie się zmniejszyła.

## Osoby związane z Darkowem
- Józef Ondrusz – polski etnograf i pisarz;

## Galeria

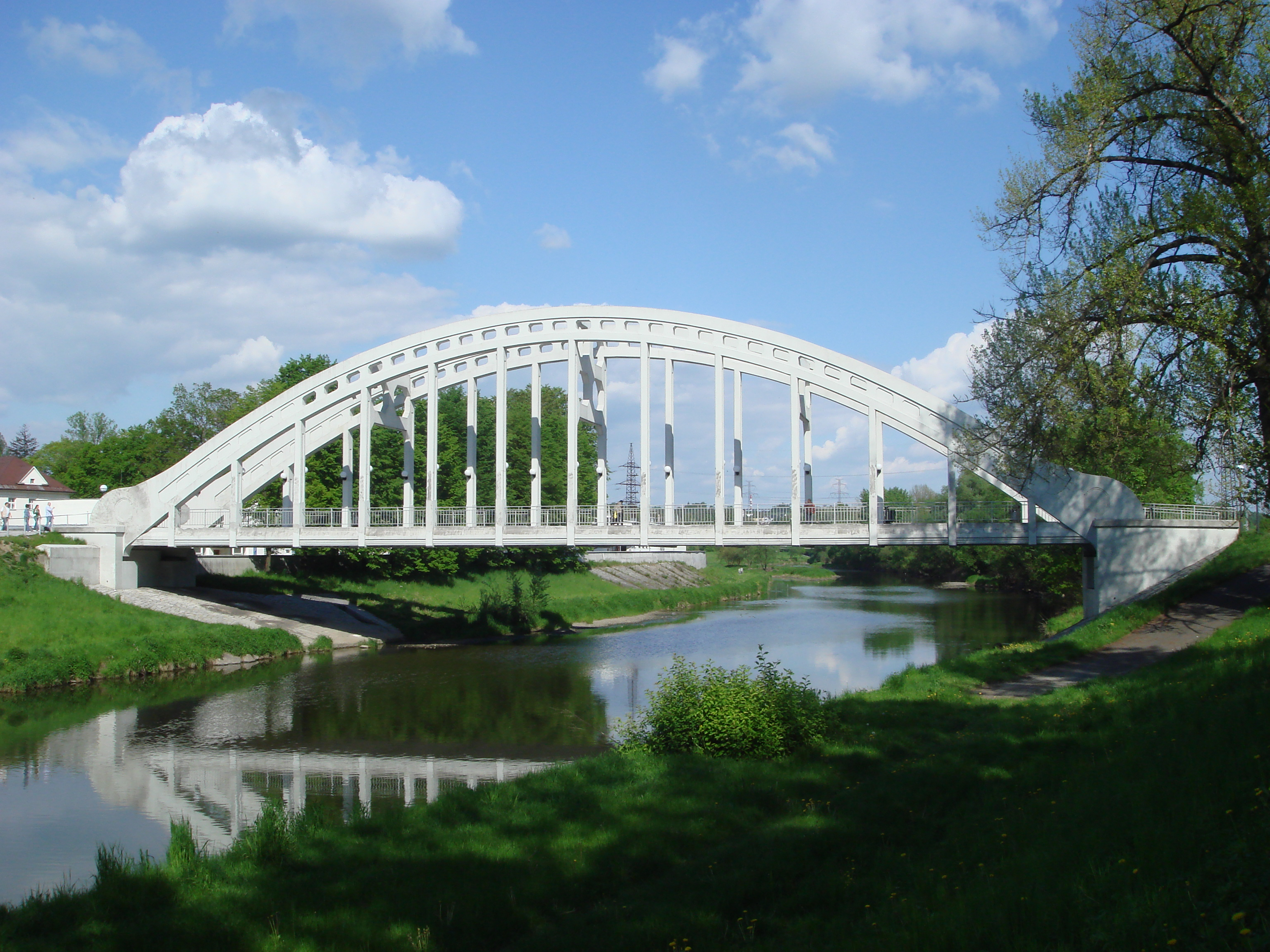
Most na Olzie
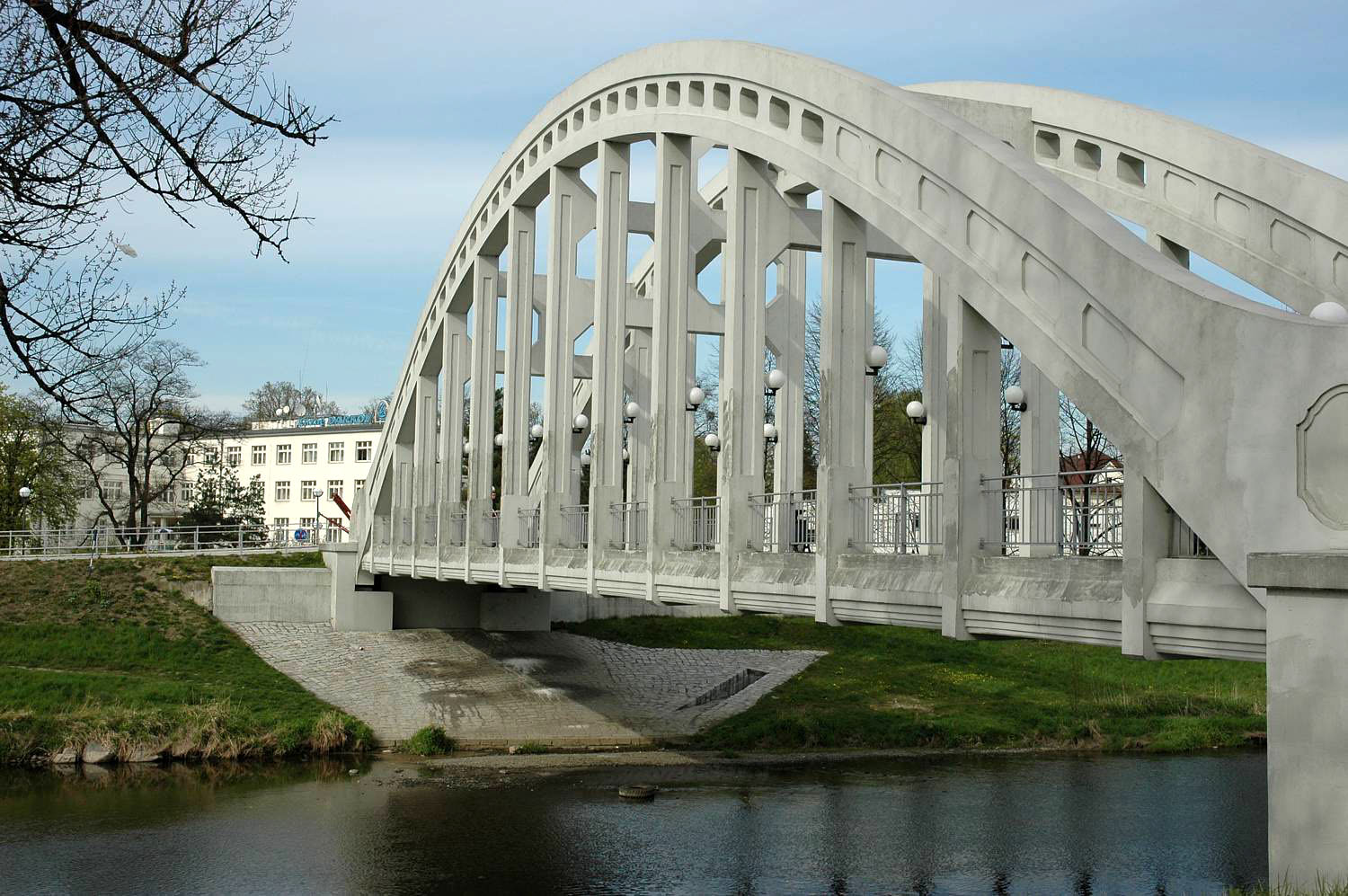
Most na Olzie
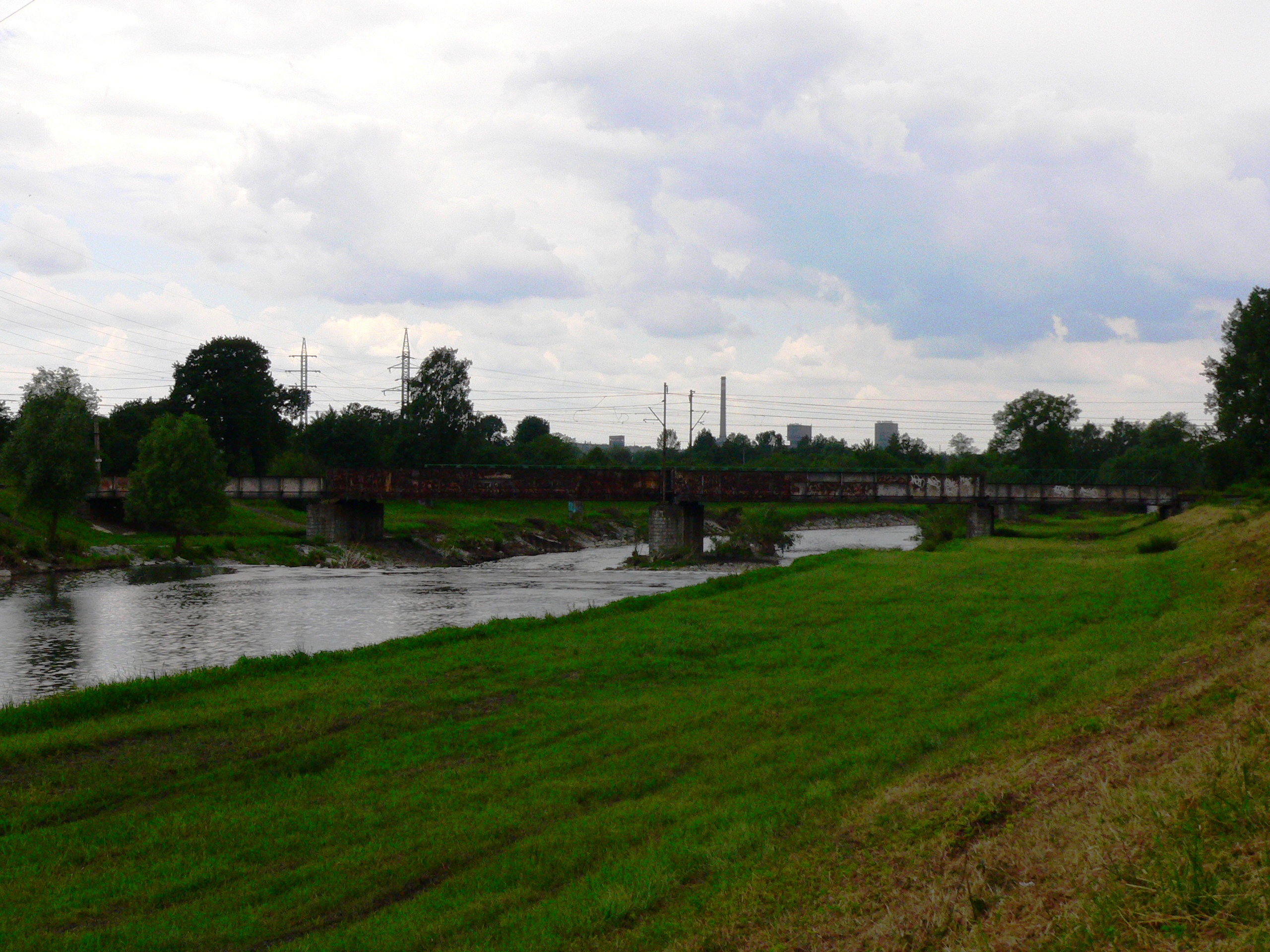
Most kolejowy na Olzie
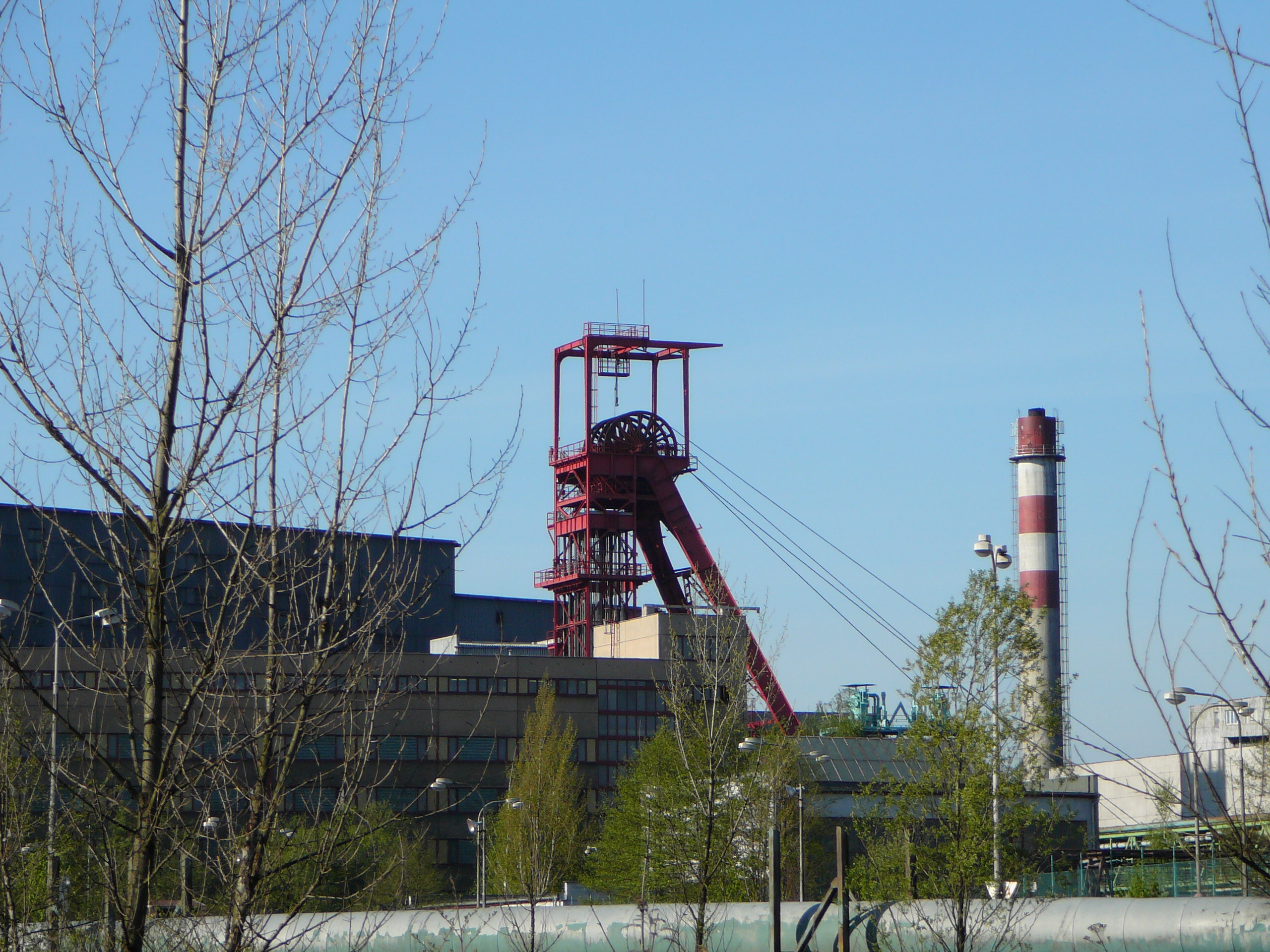
Szyb kopalni Darków
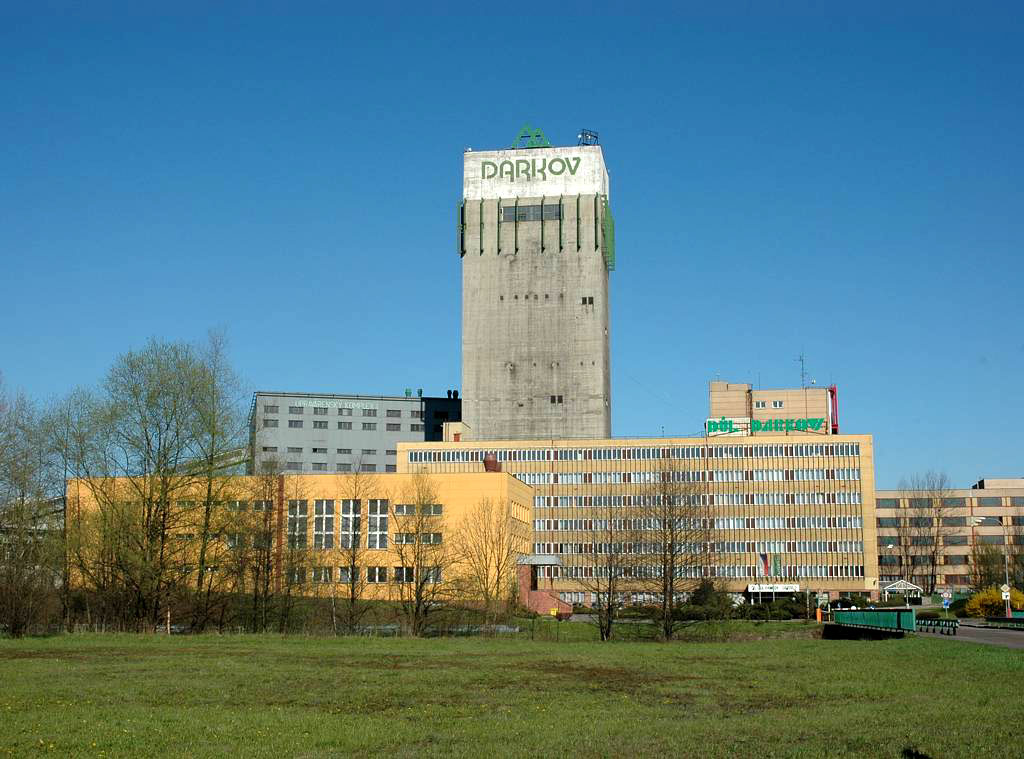
Budynek administracji kopalni Darków
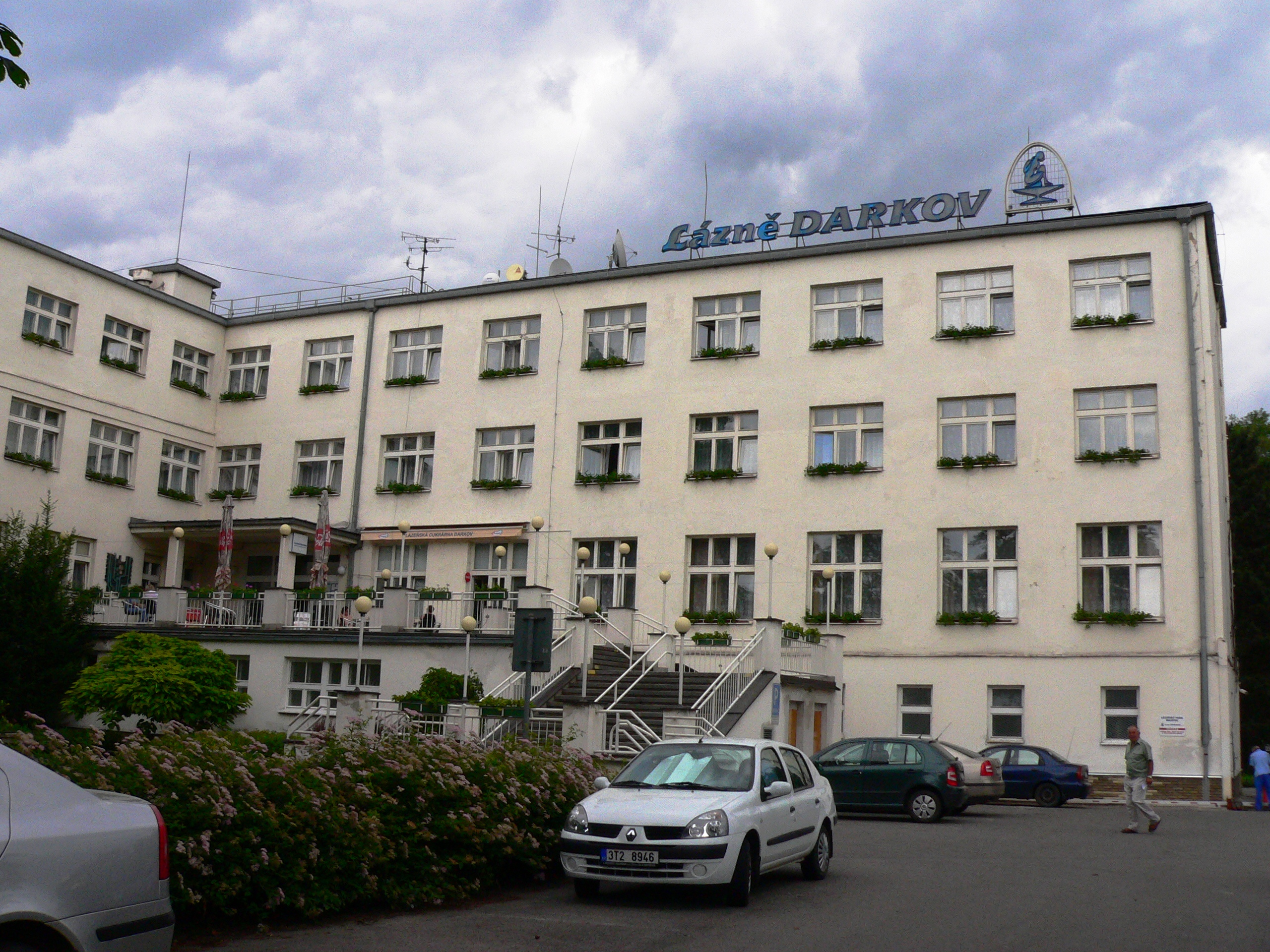
Zakład lecznictwa uzdrowiskowego
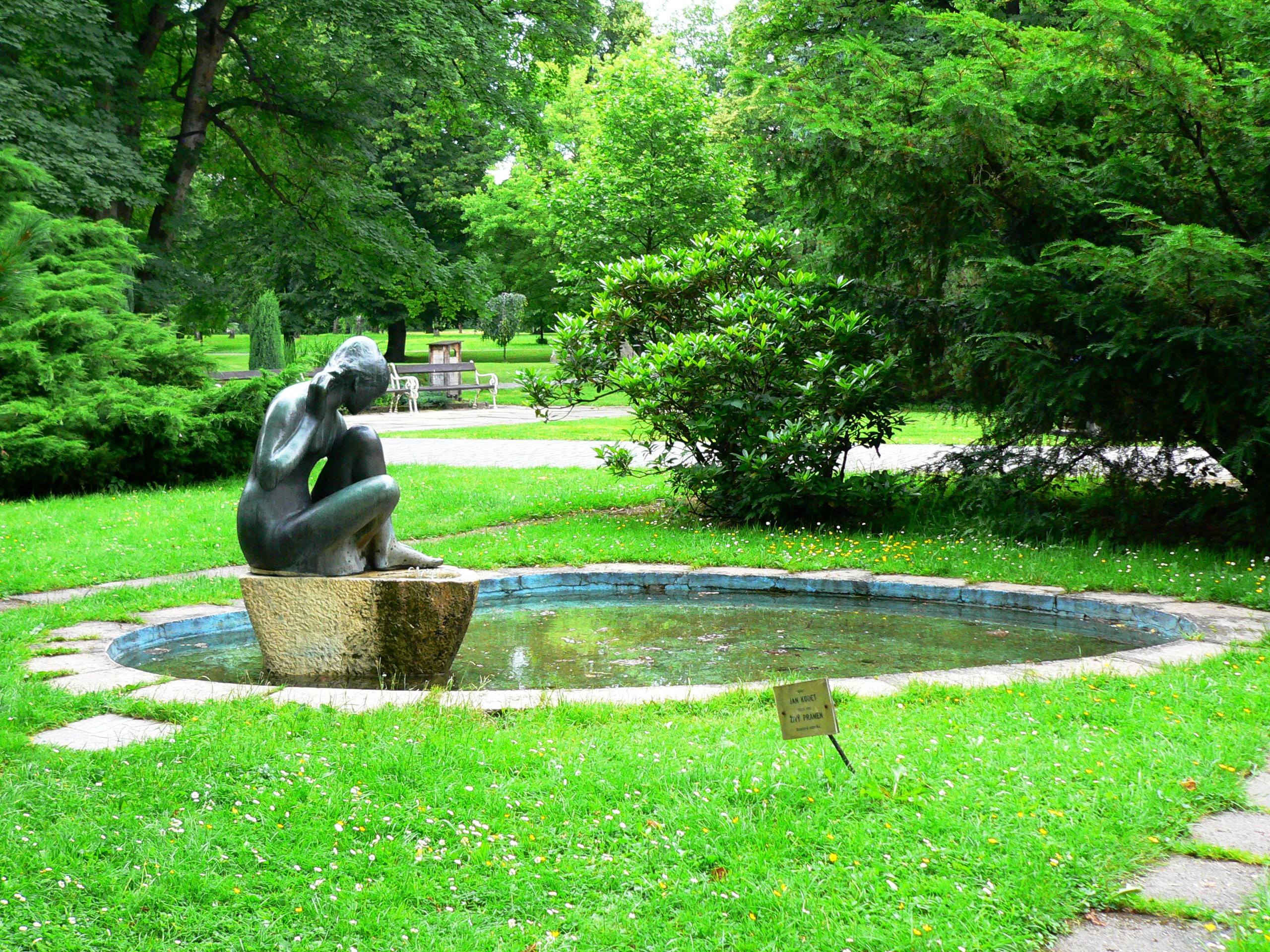
Uzdrowisko Darków
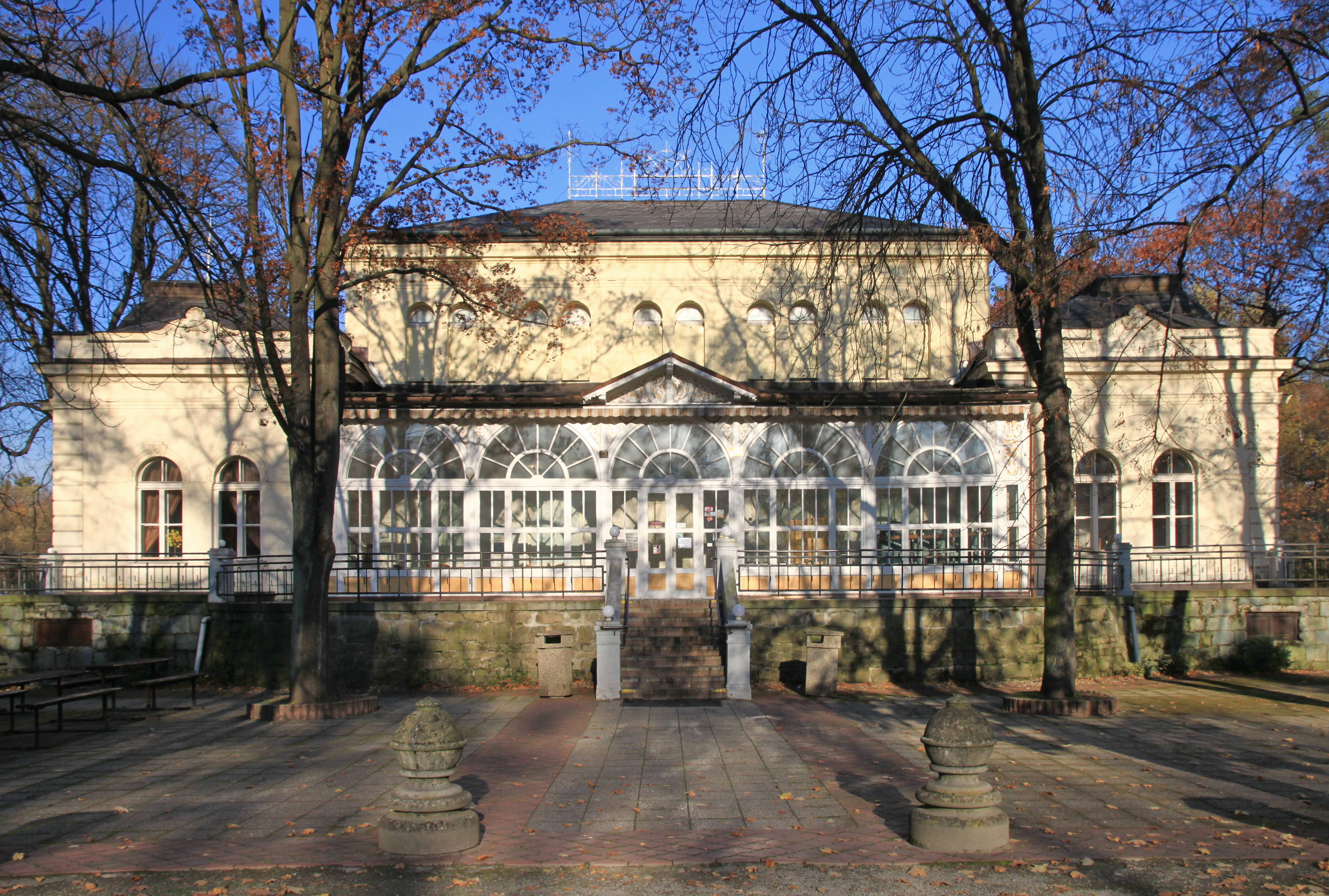
Zabytkowy Dom Zdrojowy w Parku Zdrojowym
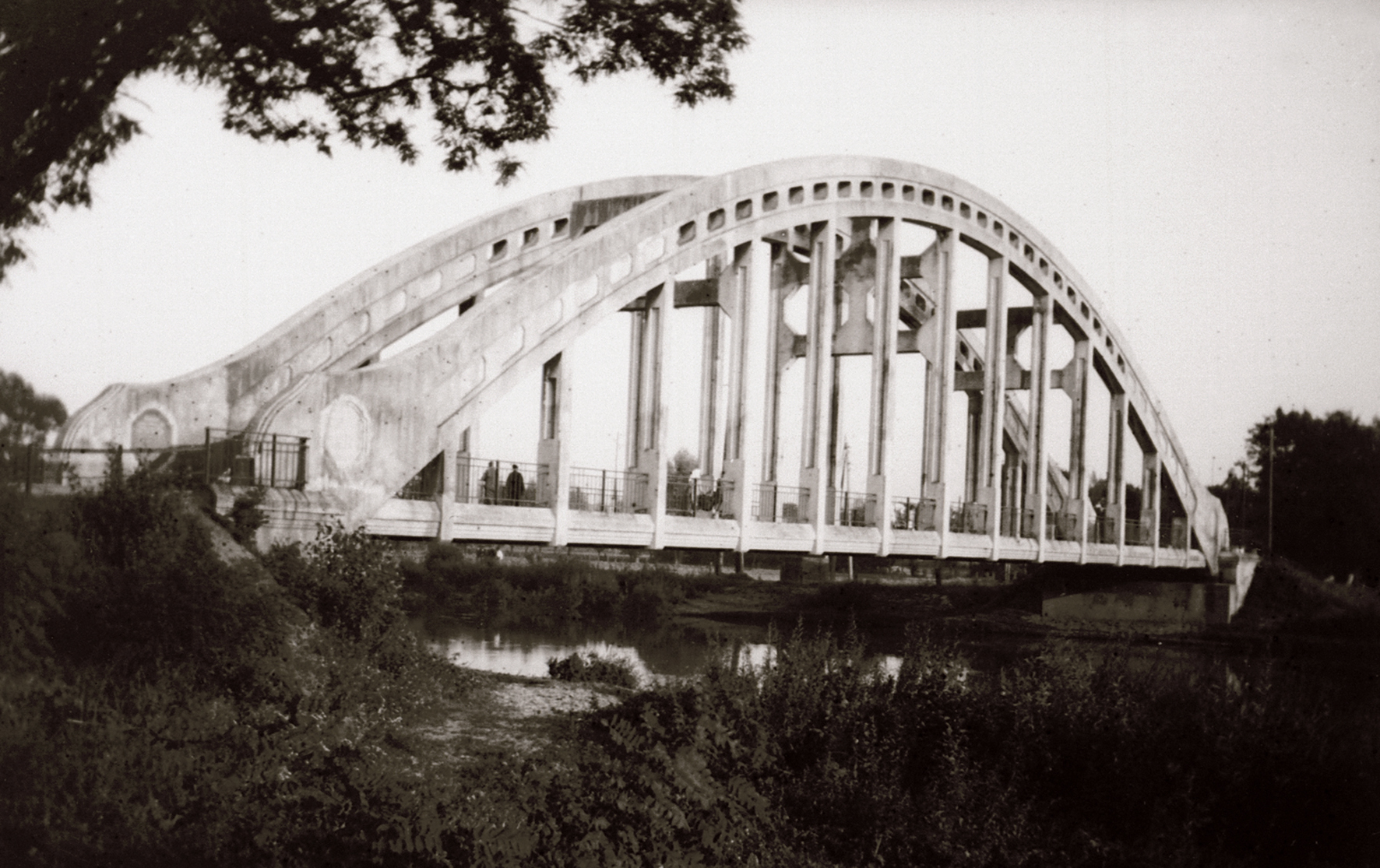
Most na Olzie (lipiec 1939)
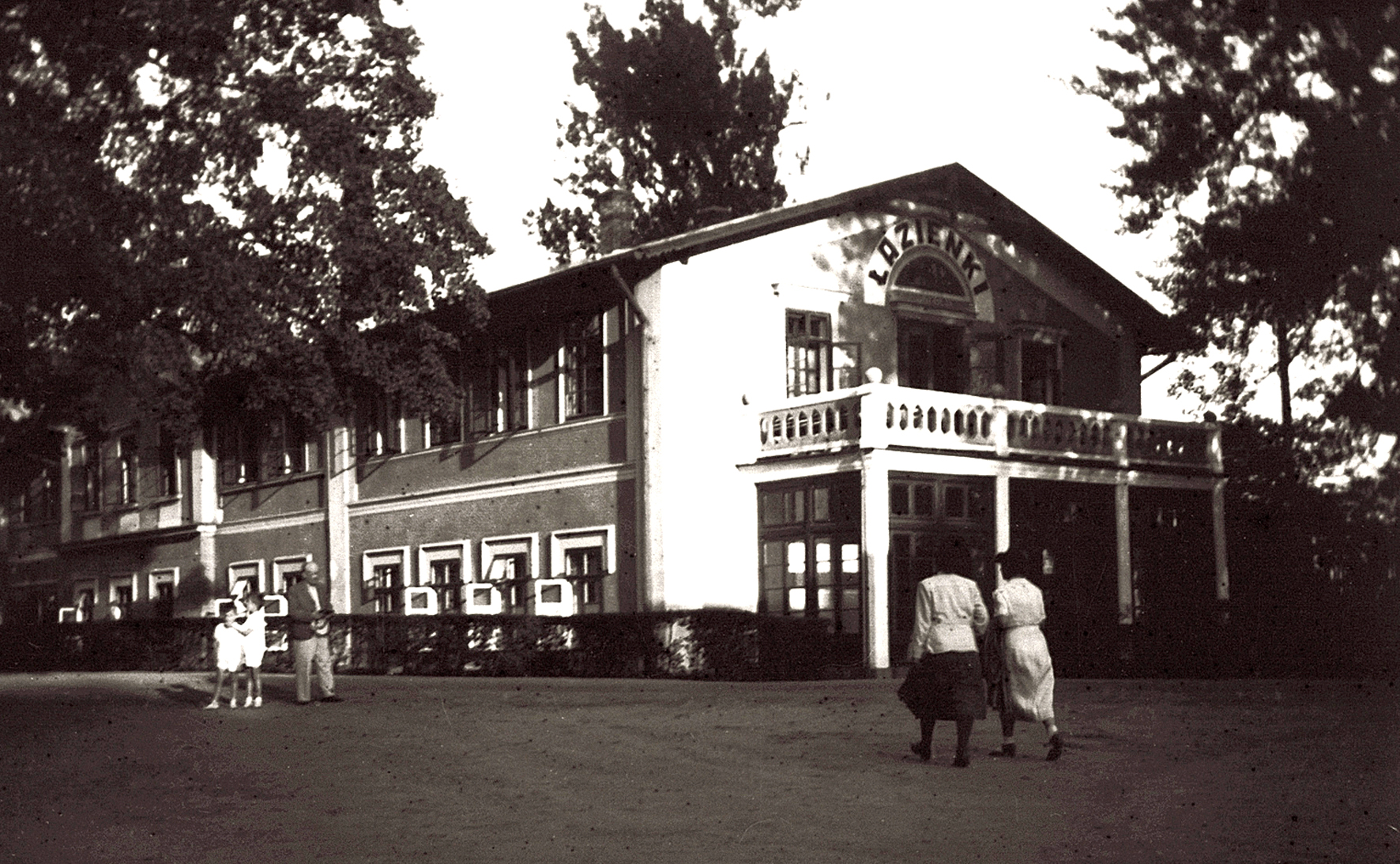
Jeden z pawilonów w Parku Zdrojowym (lipiec 1939)